# Huh-7
Bei Huh-7 (auch Huh7) handelt es sich um eine Zelllinie, die aus bösartigen Leberzellen (malignen Hepatozyten) gewonnen wurde.
Gemäß der Website huh7.com handelt es sich um „eine gut differenzierte, von Hepatozyten abgeleitete Karzinomzelllinie, die 1982 einem Lebertumor eines 57-jährigen japanischen männlichen Patienten entnommen wurde“. Es wird häufig in der Hepatitis-C- und Dengue-Virus-Forschung eingesetzt.
Huh7-Zellen wurden maßgeblich in der Hepatitis-C-Forschung benutzt. Bis 2005 war es nämlich nicht möglich, Hepatitis-C-Viren im Labor zu kultivieren. Die Einführung der Huh7-Zelllinie ermöglichte das Screening von Wirkstoffkandidaten gegen das im Labor kultivierte Hepatitis-C-Virus und die Entwicklung neuer Wirkstoffe gegen Hepatitis C.